# Lycostomus porphyrophorus
Lycostomus porphyrophorus is een keversoort uit de familie netschildkevers (Lycidae). De wetenschappelijke naam van de soort werd in 1871 gepubliceerd door Semyon Martynovich Solsky.